# Stanina Reka
Stanina Reka (em cirílico: Станина Река) é uma vila da Sérvia localizada no município de Valjevo, pertencente ao distrito de Kolubara. A sua população era de 341 habitantes segundo o censo de 2011.

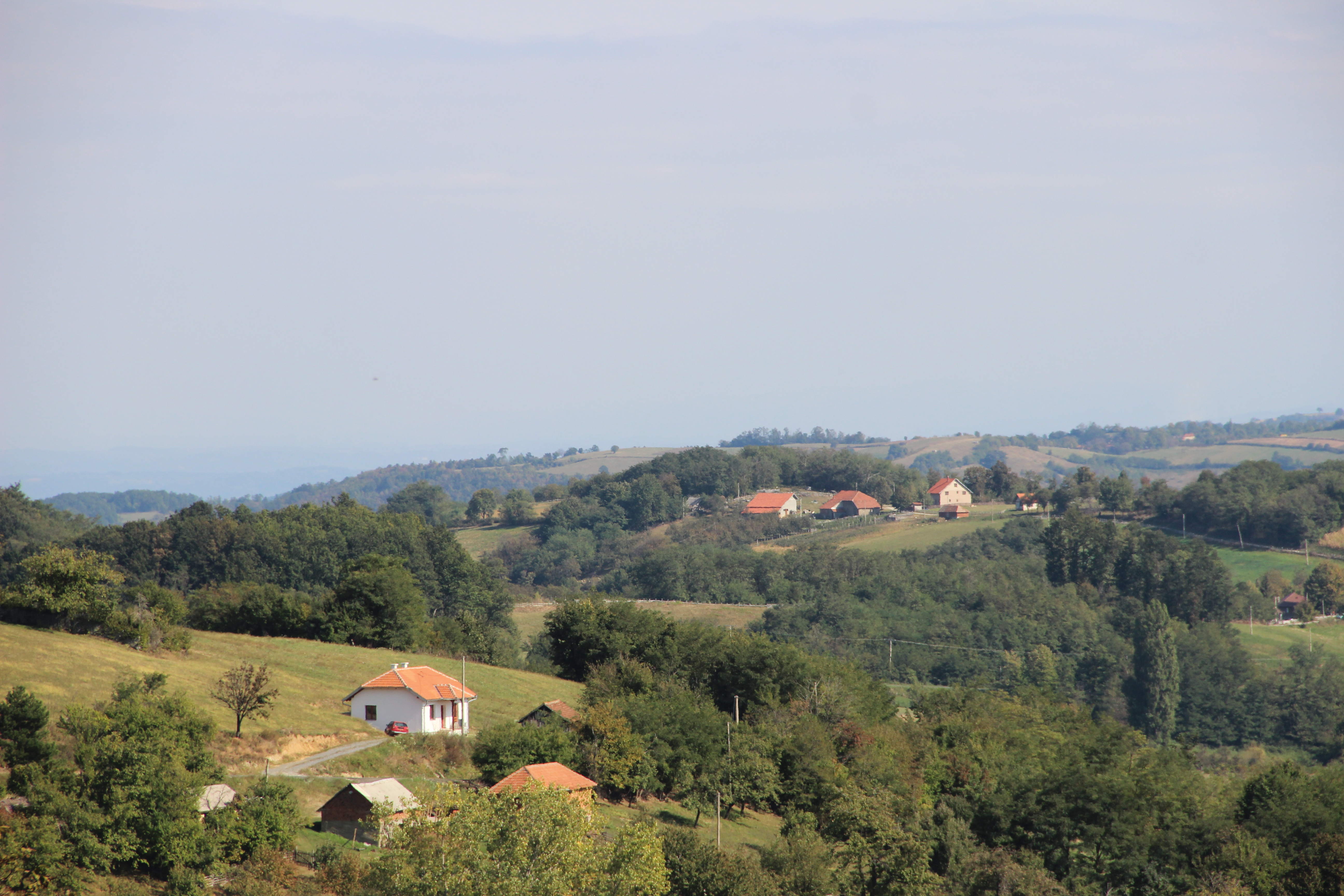
Stanina Reka - panorama
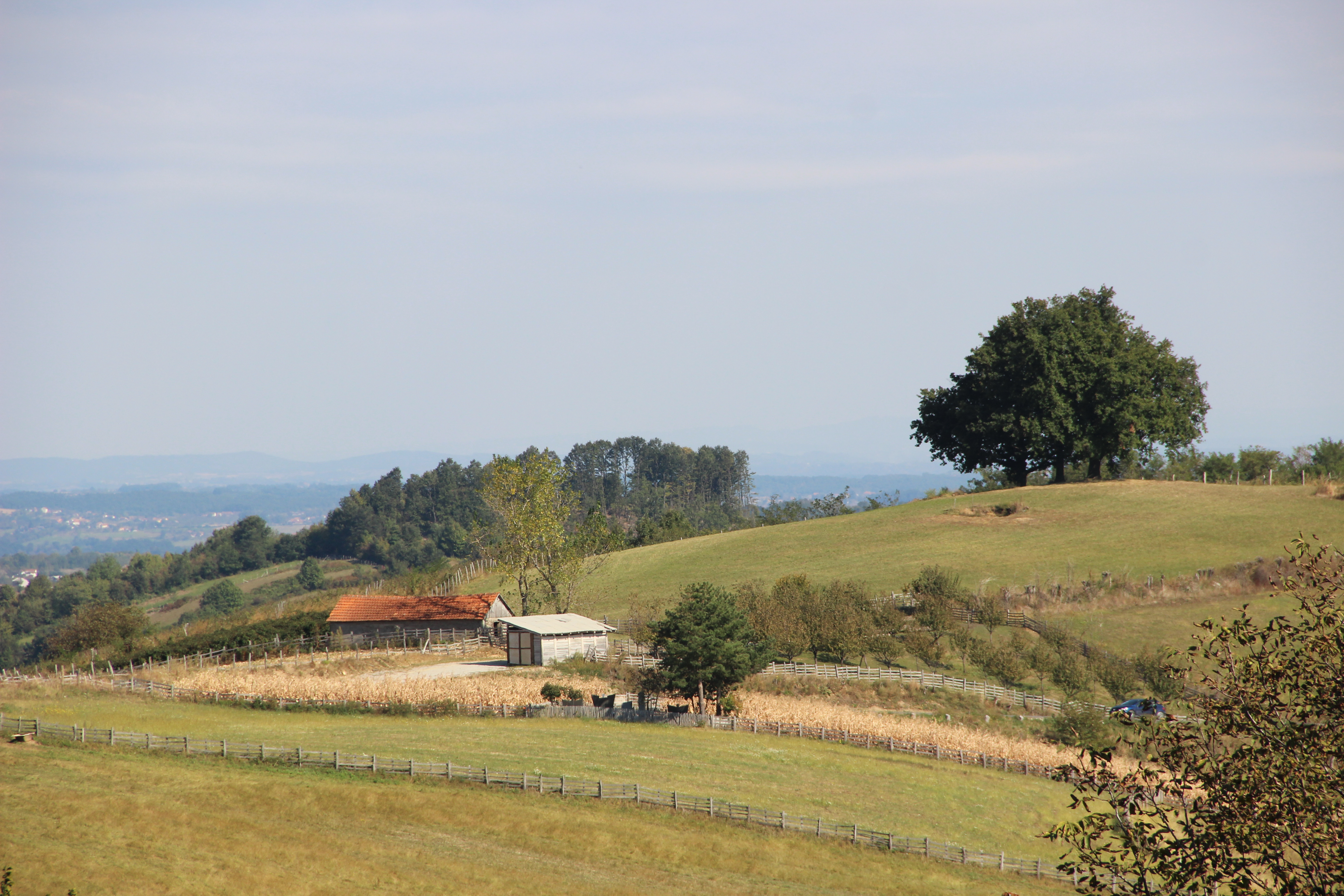
Stanina Reka - panorama
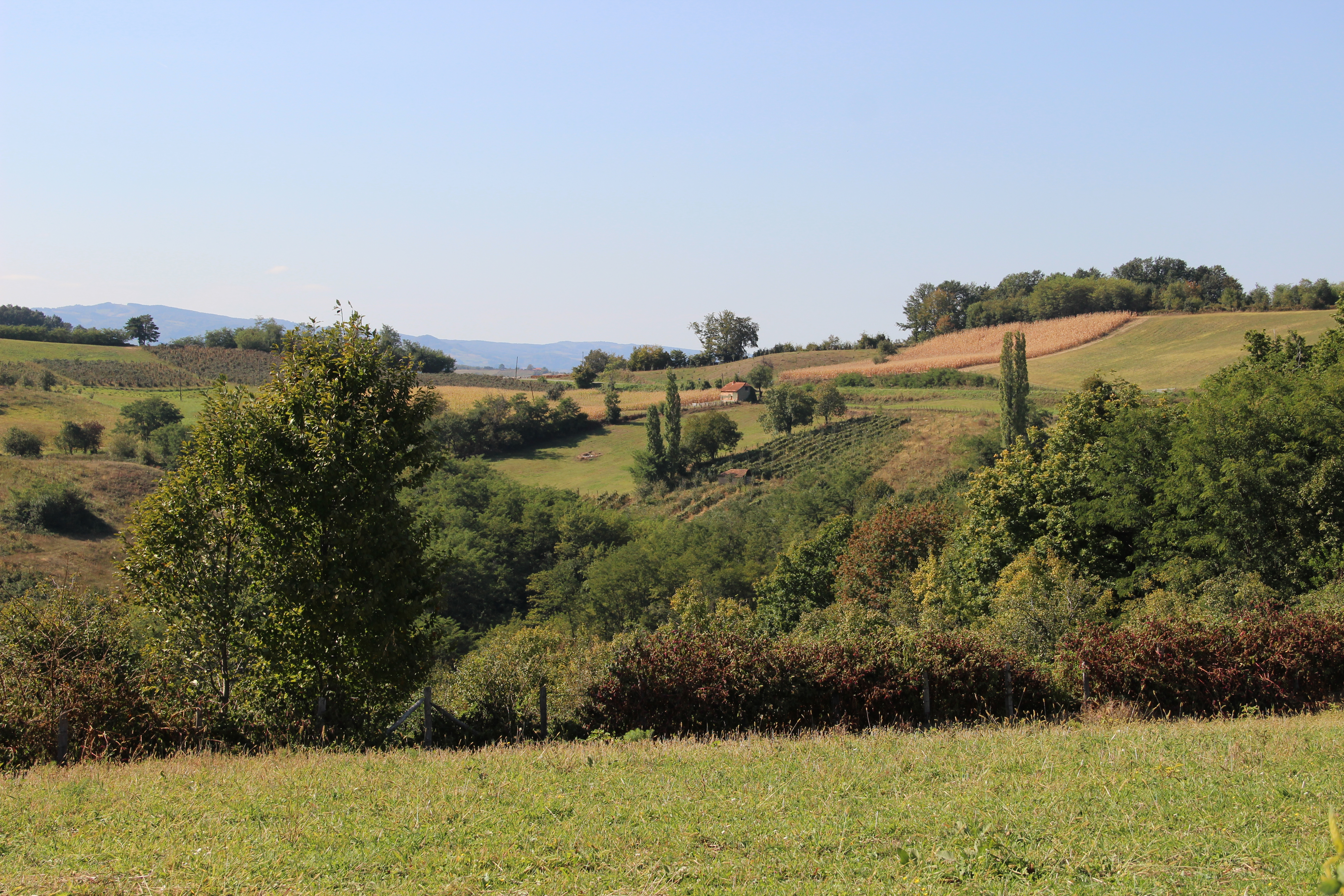
Stanina Reka - panorama
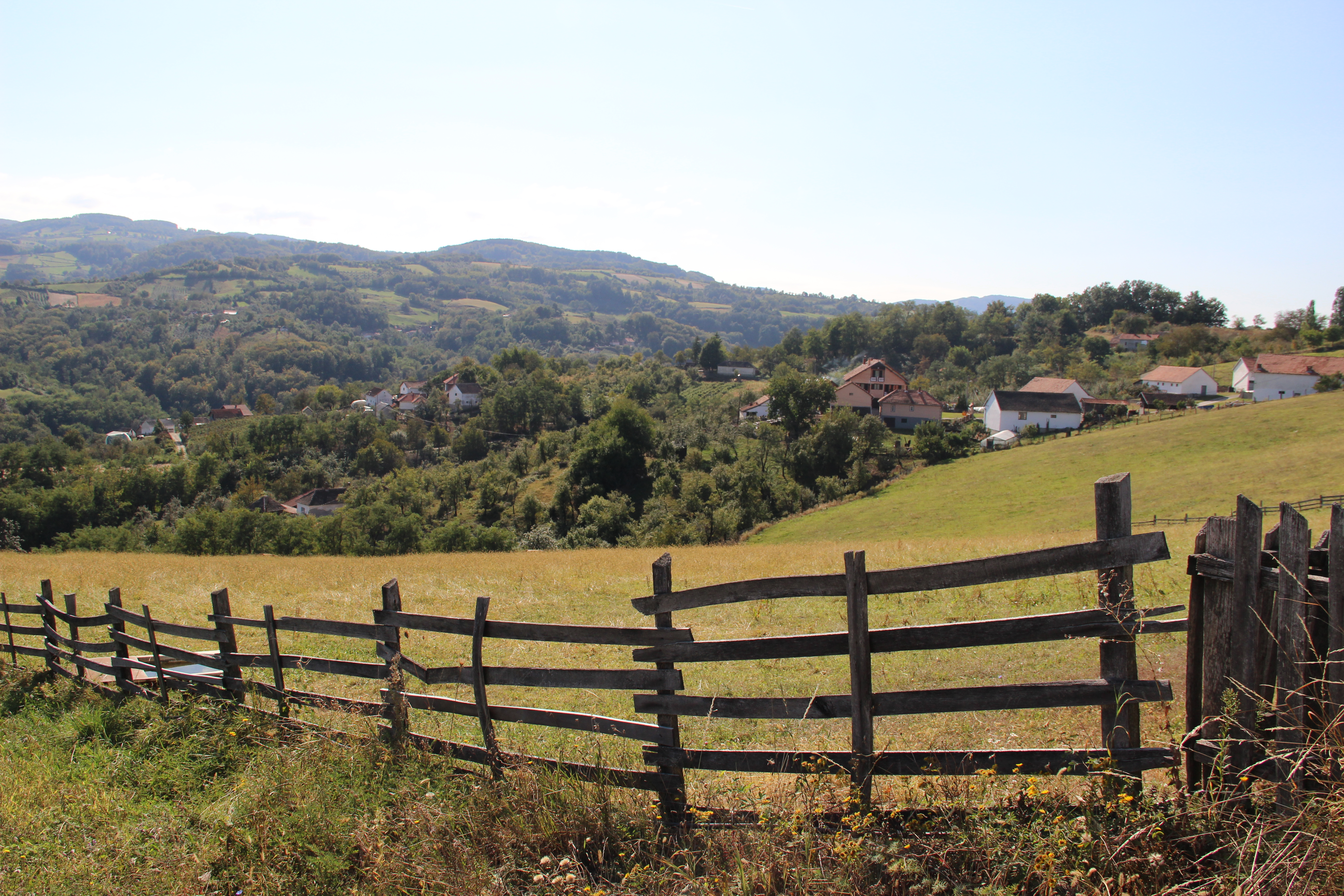
Stanina Reka - panorama
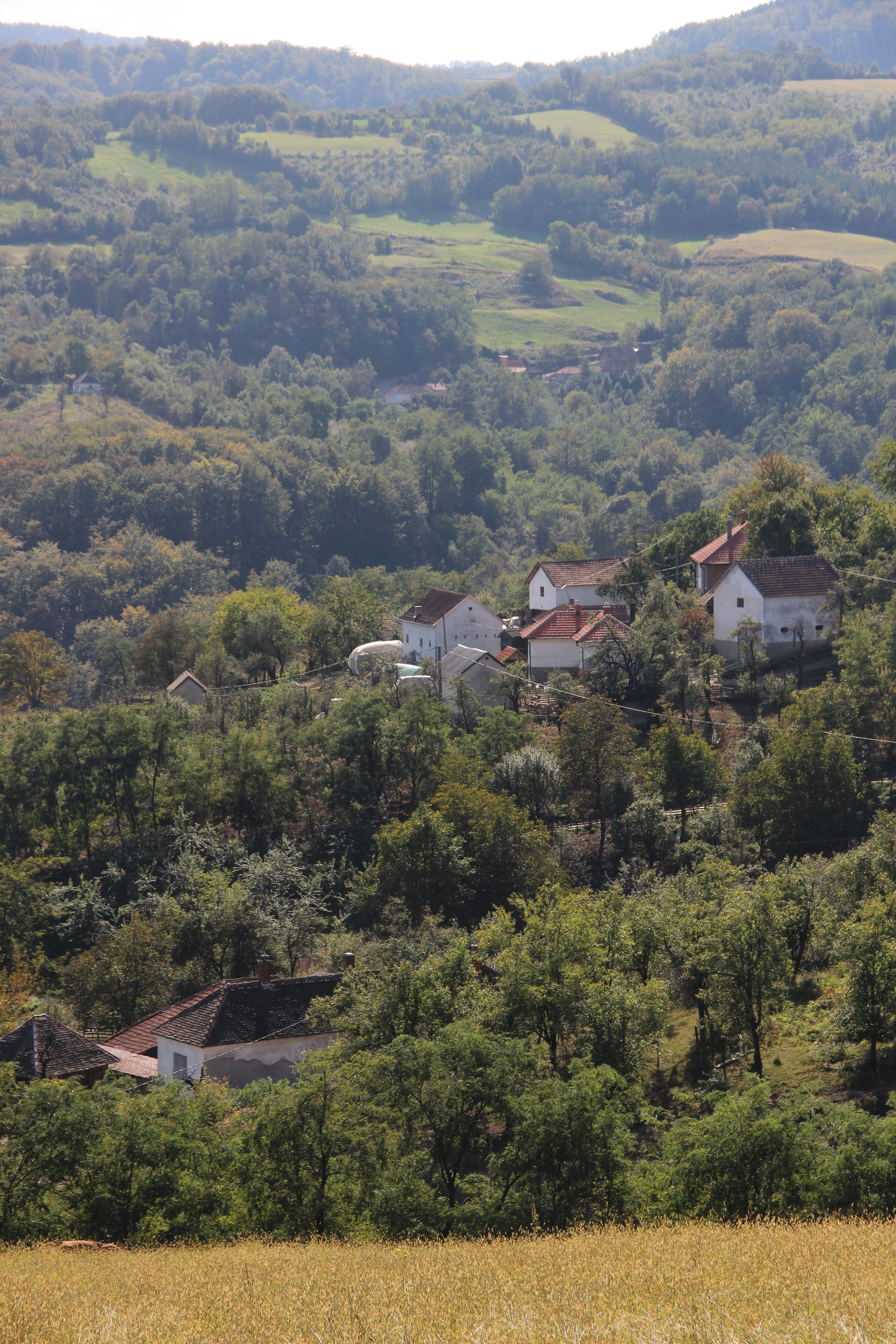
Stanina Reka - panorama
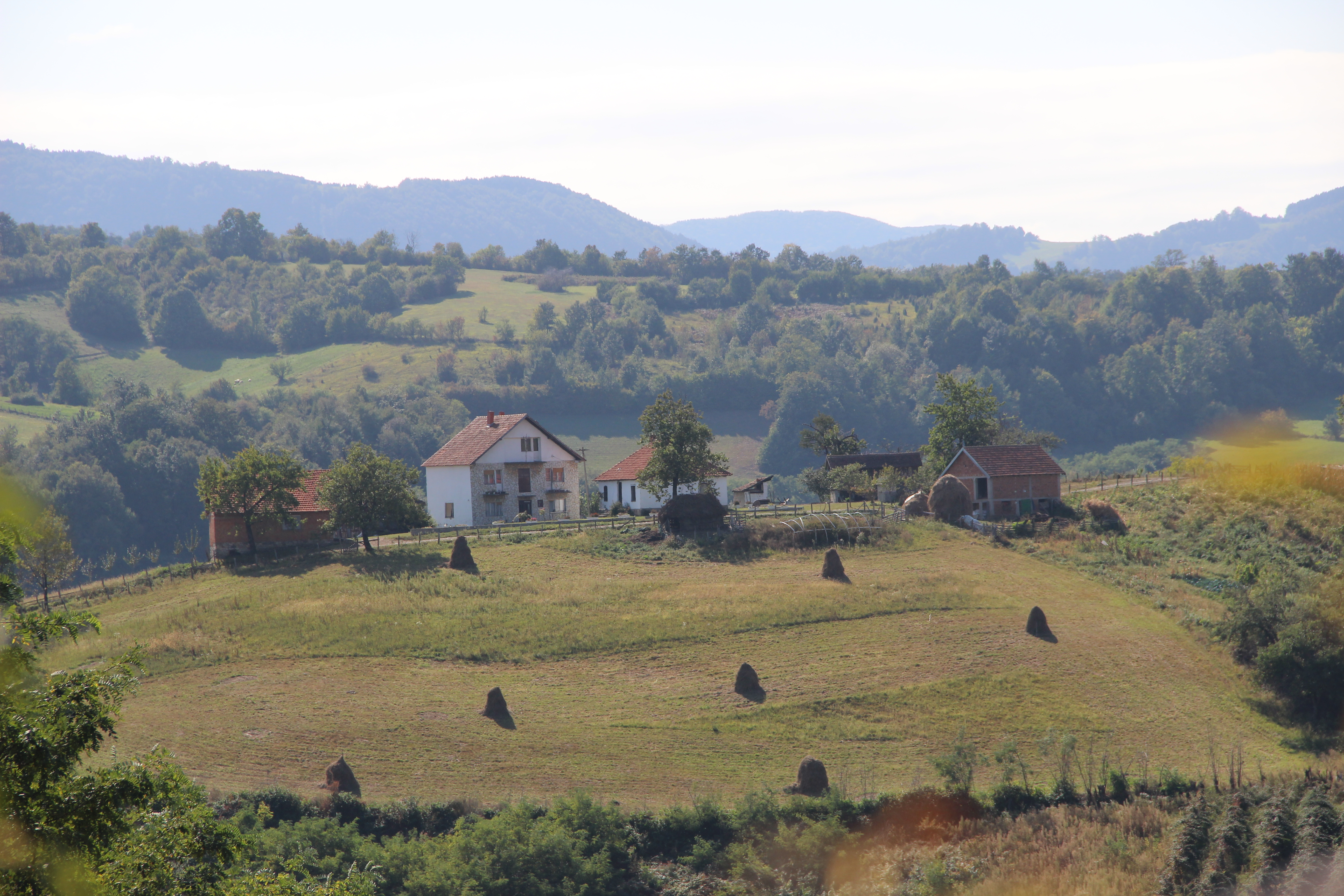
Stanina Reka - panorama

## Demografia
| 1948  | 1953  | 1961 | 1971 | 1981 | 1991 | 2002 | 2011 |
| ----- | ----- | ---- | ---- | ---- | ---- | ---- | ---- |
| 1 012 | 1 021 | 859  | 755  | 638  | 520  | 421  | 341  |